# Джаркутан
Джаркутан (узб. Jarqoʻton) — городище, один из крупнейших памятников Центральной Азии, относящийся к финальной стадии эпохи бронзы, когда завершается переход от кочевого образа жизни к оседлому. В терминологии разных исследователей характеризуется как «посёлок городского типа», «протогород», «первогород».
Расположен на естественной лёссовой возвышенности, в 15 км на юго-запад от г. Шерабада, в Шерабадском районе Сурхандарьинской области Узбекистана.

## Хронология открытия и исследований
Городище открыто в 1973 г. Ш. Р. Пидаевым и В. Н. Пилипко. С 1973 г. изучалось экспедицией Института археологии АН Республики Узбекистан под руководством А. А. Аскарова. В разные годы в исследованиях принимали участие Б. Абдуллаев, Т. Ширинов, У. Рахманов и др. В 1994—2003 гг. Джаркутан являлся объектом изучения узбекско-германской экспедицией под руководством Д. Хуффа и Ш. Шайдуллаева. В 2009—2011 гг. исследования на поселении проводили Х. Сарменто-Бендози, С. Мустафакулов, У. Рахманов и др. В те же годы на поселении работал отряд Самаркандского университета (Н. А. Аванесова).

## Общая характеристика
Общая площадь Джаркутана составляет свыше 100 га. Современное название происходит от слов «джар» (овраг) и «кутан» (загон для скота). Комплекс включает четыре поселения (Джаркутан 1-4), расположенных на левом берегу р. Бустансай, и пять могильников (Бустан 1-5) — на правом берегу. Состоит из крепости-цитадели, дворца, храма, основной жилой части и прилегающего к ней огромного некрополя.
Является вершиной развития земледельческой цивилизации бронзового века Северной Бактрии. Заканчивается период матриархата, формируется высшая знать: военачальники, жрецы, будущие цари. Некоторыми исследователями рассматривается как предтеча зороастрийской цивилизации.
Выявлены рядовые поселения с многокомнатными домами и делением жилой застройки на массивы-кварталы; монументальные сооружения возводятся по прямоугольному плану; храмовый комплекс Джаркутана включает алтарь, связанный с культом огня и галлюциногенных напитков.
Основу экономики составляло ирригационное земледелие, подсобное значение имело скотоводство, роль которого возросла к концу II тыс. до н. э.
Всё большее значение обретало ремесленное производство.

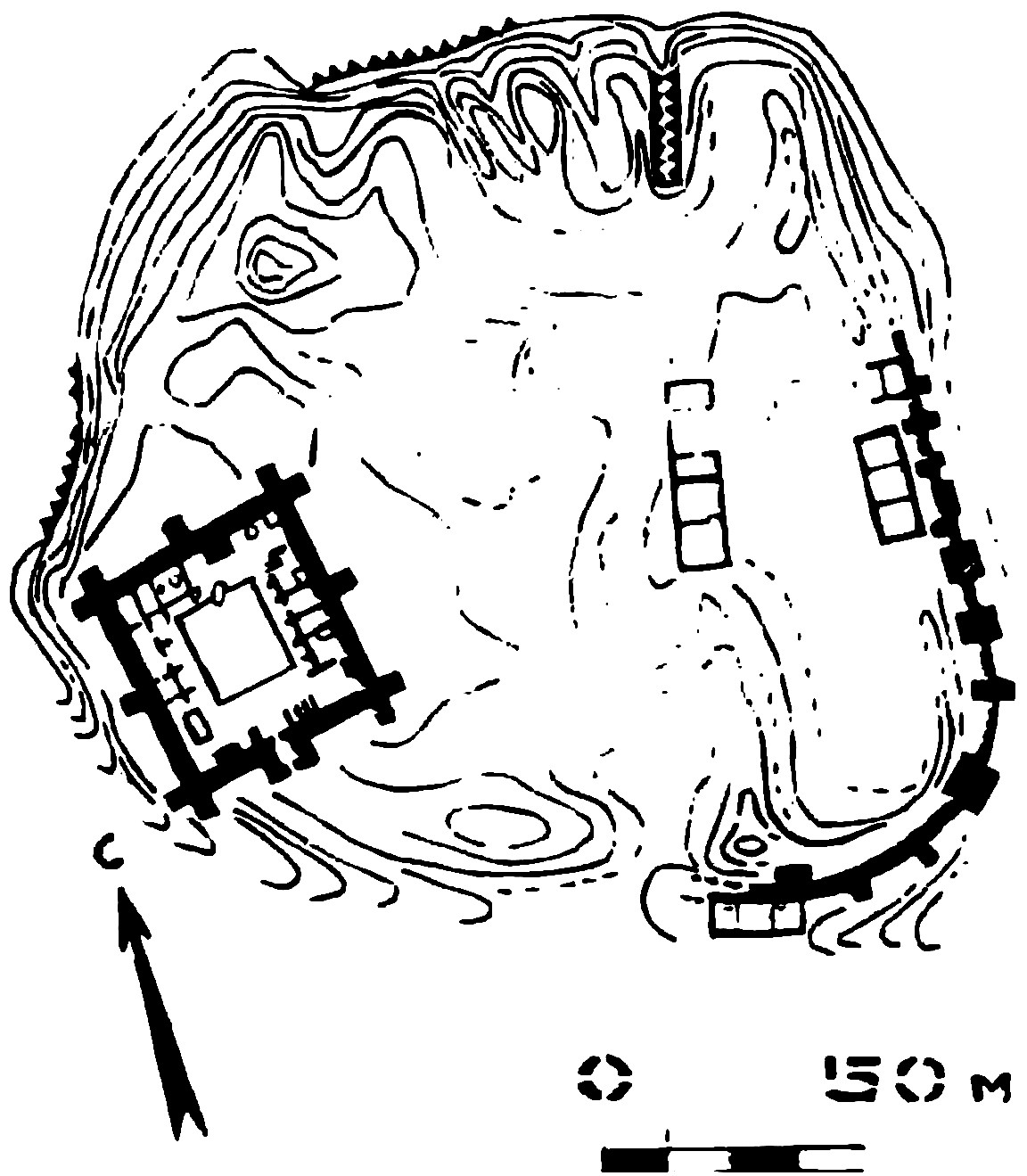
[https://www.centralasia-travel.com/upload/text/bactria-01.jpg План цитадели Джаркутана. http://niknet.itkm.ru/fran-I.pdf

## Цитадель Джаркутана
Цитадель Джаркутана, площадью 3 га, расположена в северо-западной части памятника и является обособленной территорией, укреплённой оборонительной стеной толщиной до 1,5 м. Стена, как и многие строения Джаркутана, выложена из прямоугольного сырцового кирпича. На территории цитадели, кроме дворца, находились также жилые кварталы.
Дворец представлял собой монументальное сооружение, в основу которого положен планировочный принцип: двор в обводе коридоров, укреплённых по внешнему фасу прямоугольными башнями с внутренними помещениями, связанными с коридором проходом. Застройка осуществлялась вокруг двора по периметру коридоров. Основной вход находился в центре западной части здания, с двух сторон фланкированный прямоугольными башнями.
Храм Джаркутана также имеет прямоугольный план (60 х 44,5 м), укреплён массивной внешней стеной. Первоначально считалось, что, в отличие от системы фортификации дворца, стены храма Джаркутана не были фланкированы по внешнему фасу башнями, хотя в стене северной стороны храма было выявлено полуовальное башнеобразное сооружение, которое, по мнению А. А. Аскарова и Т. Ш. Ширинова, не являлось фортификационной башней, а представляло собой полукруглое помещение — хранилище огня.
В результате дальнейших археологических работ на уровне нижнего строительного горизонта было выявлено ещё девять полуовальных башен (западный, северный и восточный фасады храма). Основной вход в здание, в северной части, фланкирован по бокам двумя полукруглыми башнями. В центральной части храма обнаружена прямоугольная платформа (31 х 13 м), выложенная из сырцового кирпича.

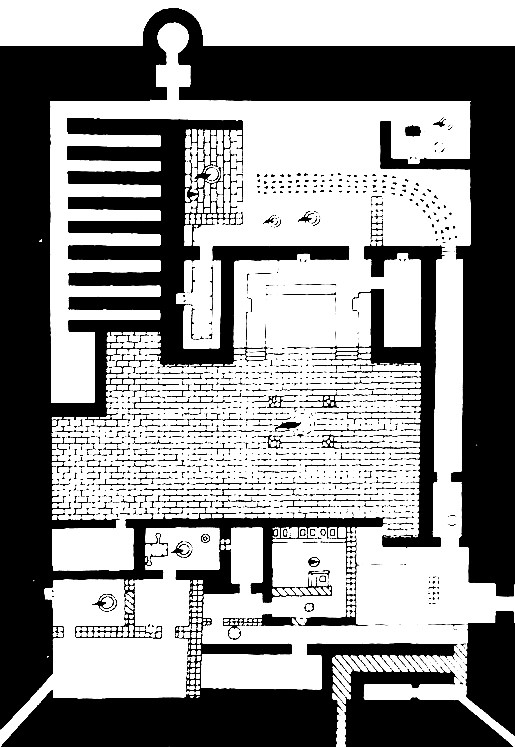
Джар-Кутан. Поселение-протогород // Выдающиеся памятники археологии Узбекистана. С. 41.

## Жилая застройка и ремесло
По предположению исследователей, первоначально на Джаркутане были возведены дворец и храм, вокруг которых позже сформировались жилые кварталы земледельцев и ремесленников. Джаркутан служил своеобразным форпостом, расположенным на важном пути транзитного сообщения, торговли и экономических связей, по которому шло дальнейшее расселение представителей дашлы-сапаллинской культуры, которую представляли и жители Джаркутана. Надо отметить, что археологические комплексы данной культуры обнаружены в Южном Таджикистане, в верховьях Зеравшана и в восточной Фергане (могильник Шагым, Кыргызстан).
На Джаркутане были выявлены и изучены многокомнатные дома, состоявшие из жилых и хозяйственных помещений, а на территории могильника Джаркутан раскопано более 2000 захоронений бронзового бека. В результате многолетних археологических исследований получен богатый фактический материал, позволяющий говорить о том, что больших успехов жители Джаркутана достигли в дифференцированном ремесле: были открыты винодельни, мастерские по производству гончарной светлофонной неорнаментированной керамики разнообразных типов; мастерские по производству статуэток, каменных изделий, в том числе цилиндрических и плоских печатей. Особое развитие получила металлообработка, причём руда поступала из Ирана. Изготавливали орудия труда, оружие, сосуды с изображениями сцен охоты, животных, полиморфных существ, а также печати с крестовидным узором, образами богинь, животных, змей и драконов.
Привлекает внимание гончарный цех, технологически продвинутый сравнительно с аналогичными постройками Сапаллитепа. Прогресс наблюдается в постройках печей для обжига керамики. Эти сооружения сложены в два яруса; по форме округлые и овальные, они имели специальные выводные каналы для отходов. Можно отметить и более высокое качество их продукции. Разнообразные изделия, и не только домашняя утварь, говорят о развивающемся ремесле в Джаркутане и начатках монументального изобразительного искусства. Терракотовые статуэтки, хумы, огромные кувшины, чаши, бытовая посуда, курильницы и вазы становятся поточным продуктом. Они используются не только внутри городища, но распространяются за его пределы — развивается торговля, усложняется её ассортимент.

## Дискуссионные археологические проблемы
Материалы Джаркутана существенно изменили представления о процессе формирования на территории Узбекистана ранней государственности и становления городской культуры. Вместе с тем они проливают свет на некоторые дискуссионные археологические проблемы. Так, в слоях Джаркутана обнаружены заклёпки и кольцо, изготовленные из железа. Это наиболее ранние железные образцы, известные в Средней Азии.
В слоях позднего Джаркутана (XI—X вв. до н. э.) обнаружены небольшие ямы с разрозненными костями скелета человека, причём одна из ям была обложена небольшими галечниками. Эти данные могут свидетельствовать о начальных этапах формирования в Бактрии зороастрийского погребального обряда.
Согласно другим мнениям, архитектура храмов и прикладное искусство Джаркутана отражают религиозную систему со сложными ритуалами и культом женского божества, входящими в круг древневосточных верований и, судя по образам искусства, близкими пантеону Элама.
Вопреки мнению некоторых западных учёных о «загадочном исчезновении цивилизации Окса» (культуры Маргианы и Бактрианы) в IV тыс. до н. э., богатый фактический материал исследований по финальной стадии эпохи бронзы в Северной Бактрии указывает скорее на успешное развитие этой культуры вплоть до конца II тыс. до н. э. (А. Аскаров выделяет Джаркутан, Кузали, Моллали и Бустан как отдельные этапы её развития). В частности, в эту эпоху устанавливаются активные контакты с представителями андроновской культуры.